# Lithosperminae
Lithosperminae, podtribus biljaka, dio tribusa Lithospermeae, potporodica Boraginoideae. U njega Michael Hassler uključuje 5 rodova, a tipični je vrapčje sjeme ili biserka (Lithospermum).

## Rodovi
1. Subtribus Lithosperminae
  1. Aegonychon Gray (3 spp.)
  2. Buglossoides Moench (6 spp.)
  3. Glandora D. C. Thomas, Weigend & Hilger (8 spp.)
  4. Lithospermum L. (82 spp.)
  5. Ancistrocarya Maxim. (1 sp.)